# Wyłudy (Pozezdrze)
Wyłudy (deutsch Willudden, 1938 bis 1945 Andreastal) ist ein Ort in der polnischen Woiwodschaft Ermland-Masuren und gehört zur Landgemeinde Pozezdrze (Possessern, 1938 bis 1945 Großgarten) im Powiat Węgorzewski (Kreis Angerburg).

## Geographische Lage
Wyłudy liegt im Nordosten der Woiwodschaft Ermland-Masuren, 16 Kilometer südöstlich der Kreisstadt Węgorzewo (Angerburg).

## Geschichte
Das seinerzeit Muscawitter genannte Dorf wurde 1544 gegründet, als den Brüdern Andreas und Merten Willudtzen 50 Hufen verschrieben wurden, von denen sie je 5 Hufen als Erbschulzen erhielten. Zwischen 1874 und 1945 war das Dorf in den Amtsbezirk Kruglanken (polnisch Kruklanki) eingegliedert, der zum Kreis Angerburg im Regierungsbezirk Gumbinnen der preußischen Provinz Ostpreußen gehörte.
454 Einwohner waren 1910 in Willudden registriert. Ihre Zahl stieg bis 1925 auf 25, betrug 1933 schon 472 und verringerte sich bis 1939 auf 456. Am 3. Juni – amtlich bestätigt am 16. Juli – des Jahres 1938 wurde Willudden aus politisch-ideologischen Gründen der Vermeidung fremdländisch klingender Ortsnamen in „Andreastal“ umbenannt.
1945 kam der Ort in Kriegsfolge mit dem gesamten südlichen Ostpreußen zu Polen und trägt seither die polnische Namensform „Wyłudy“. Das Dorf ist heute Sitz eines Schulzenamtes (polnisch sołectwo) und eine Ortschaft im Verbund der Landgemeinde Pozezdrze (Possessern, 1938 bis 1945 Großgarten) im Powiat Węgorzewski (Kreis Angerburg), vor 1998 zur Woiwodschaft Suwałki, seither zur Woiwodschaft Ermland-Masuren gehörig.

## Kirche
Bis 1945 war Willudden / Andreastal in die evangelische Kirche in Kruglanken (polnisch Kruklanki) in der Kirchenprovinz Ostpreußen der Kirche der Altpreußischen Union bzw. in die katholische Kirche St. Bruno in Lötzen (polnisch Giżycko) im Bistum Ermland eingepfarrt.
Heute gehören die Einwohner zur Pfarrkirche Mariä-Himmelfahrt in Kruklanki im Bistum Ełk (Lyck) der Römisch-katholischen Kirche in Polen bzw. zur evangelischen Kirchengemeinde Pozezdrze (Possessern, 1938 bis 1945 Großgarten), einer Filialgemeinde der Pfarrei in Giżycko in der Diözese Masuren der Evangelisch-Augsburgischen Kirche in Polen.

## Verkehr
Wyłudy liegt verkehrsgünstig zwischen den beiden Kreisstädten Węgorzewo und Giżycko und ist von der polnischen Landesstraße DK 63 (ehemalige deutsche Reichsstraße 131) bei Pozezdrze zu erreichen.
Eine Bahnanbindung besteht nicht mehr. Zwischen 1905 und 1945 war Willudden / Andreastal Haltepunkt an der Bahnstrecke Angerburg–Lötzen, deren Teilstück bis Kruglanken kriegsbedingt 1945 aufgegeben wurde.